# Телефон экстренной связи
Телефон экстренной связи — телефон, предназначенный для связи с полицией, скорой медицинской помощью, пожарной охраной, реже — с другими экстренными службами.

## Общее описание
Как правило, подобные телефоны установлены на улице, чаще всего вдоль автодорог, но встречаются и в других местах, где наиболее возможно возникновение опасных ситуаций, например, на станциях метрополитена, а в США — на территории университетских кампусов. Обычно имеют яркую окраску: жёлтую, оранжевую, красную.
Телефоны экстренной связи редко имеют стандартную кнопочную клавиатуру (0—9), чаще на них меньше кнопок, бывает, что они не пронумерованы, а подписаны, а встречаются аппараты, имеющие единственную кнопку, нажав которую можно связаться с оператором, который поможет в решении любой экстренной ситуации, сам вызвав необходимые экстренные службы.
На многих подобных аппаратах имеется табличка с указанием места, где он находится, или же код. Если звонящий не знает, где он находится или пребывает в таком шоковом состоянии, что не в состоянии ответить на этот вопрос, то оператор попросит абонента взглянуть на эту табличку и сообщить ему данные с неё.

## Вдоль автодорог
Как говорилось выше, телефоны экстренной связи обычно располагаются вдоль автодорог. Неизвестно, где и когда подобные аппараты были установлены впервые, но один из первых бесспорных случаев относится к 1966 году, когда такие телефоны были установлены вдоль одного из шоссе Западной Австралии. Автором идеи выступил некий Алан Харман, сотрудник охранной фирмы. По его плану, такие аппараты должны были быть установлены на шоссе Перта через каждые 160 метров (0,1 мили). Снятие трубки автоматически соединяло звонящего с оператором экстренной службы, который, выслушав абонента, направлял на место необходимую службу.
В Великобритании оранжевые телефоны экстренной связи расположены на всех главных (имеющих префикс A в названии) шоссе страны через каждые 1,6 километров (1 милю).
В конце 1960-х годов телефоны экстренной связи появились в Вене (Австрия). По данным на 2016 год, их осталось 125 штук, с которых поступает в среднем пять вызовов в сутки, при этом большинство звонков поступало от беженцев, которые просто хотели узнать, где они находятся или вызвать такси.
В 1970-х годах телефоны экстренной связи появились на некоторых шоссе Южной Калифорнии (США), установлены они были через каждые 400 метров (0,25 миль).
В 1976 году телефоны экстренной связи появились на шоссе Мельбурна.
На итальянских дорогах сети «Автострада» телефоны экстренной связи, окрашенные в жёлтый цвет, установлены через каждые два километра. Также через каждые два километра телефоны экстренной связи, окрашенные в чёрно-белый цвет, расставлены на крупных автодорогах Германии и Австрии.
Появление и широкое распространение сотовых телефонов по всему миру сильно снизило востребованность стационарных придорожных телефонов вообще, и экстренной связи в частности. Во многих городах мира такие телефоны перестали обслуживать и, если они не были демонтированы, таким образом они стали заброшенными, нерабочими. В Калифорнии в 2001 году с придорожных телефонов экстренной связи было сделано всего около 98 тысяч звонков. В 2010 году это число сократилось на 80 %, до 20,1 тысячи звонков за год, то есть, в среднем один звонок с одного аппарата за месяц. При этом стоимость обслуживания совокупности этих аппаратов в, к примеру, регионе Область залива Сан-Франциско составляет 1,7 миллионов долларов в год.

## В других местах
Телефоны экстренной связи могут встречаться у концов мостов, близ скал и утёсов, где часто совершаются самоубийства. В Англии, к примеру, инициатором установки таких аппаратов в подобных местах выступает благотворительная организация «Самаритяне». Устанавливают телефоны экстренной связи на пляжах или просто вдоль побережья, где люди часто купаются или выходят в море на лёгких лодках, несмотря на запрет делать это в данном конкретном месте. В Великобритании прибрежные экстренные телефоны имеют прямую связь с Береговой охраной, что экономит десятки секунд, так как не требует дополнительных расспросов оператора, переключений и соединений с необходимой экстренной службой.
Телефон экстренной связи встроен в некоторые модели автомобилей: он осуществляет звонок в службу спасения, если датчики автомобиля сообщают о произошедшем ДТП (сработали подушки безопасности), даже если находящиеся внутри люди не могут сами позвонить.
В некоторых городах мира телефоны экстренной связи устанавливают в наиболее оживлённых и/или криминогенных плохо освещённых районах, где прохожие особо не чувствуют собственной безопасности в тёмное время суток.

## Галерея по странам
- Великобритания (Трефор[англ.], Гуинет, Уэльс)
- Венгрия
- Германия (пригород Мюнхена)
- Гонконг
- Испания (Игуалада, Анойя, Барселона, Каталония)
- Китай (парк «Каменный лес»[англ.])
- Нидерланды
- Россия (Московский метрополитен, станция «Технопарк»)
- США (Нью-Йорк)
- США (парк «Ниагарский водопад»[англ.])
- Украина (Одесса)
- Франция (Больё-сюр-Мер, Босолей, Ницца, Приморские Альпы, Прованс — Альпы — Лазурный Берег)
- Франция (14-й округ Парижа)
- Чехия (тоннель Прага-Троя — Бубенеч)
- ЮАР
- Южная Корея (Сеульский метрополитен)
- Япония